# غريدي هاتون
غريدي هاتون (بالإنجليزية: Grady Hatton) هو لاعب كرة قاعدة أمريكي، ولد في 7 أكتوبر 1922 في بومونت في الولايات المتحدة، وتوفي في 11 أبريل 2013 في Warren, Tyler County, Texas ‏ في الولايات المتحدة.

## وصلات خارجية
- غريدي هاتون على موقع دوري كرة القاعدة الرئيسي (الإنجليزية)
- غريدي هاتون على موقعبيزبول رفرنس.كوم (الدوري الرئيسي) (الإنجليزية)
- غريدي هاتون على موقعبيزبول رفرنس.كوم (الدوري الثانوي) (الإنجليزية)
- غريدي هاتون على موقع إي إس بي إن.كوم (أم.أل.بي) (الإنجليزية)
- غريدي هاتون على موقع مشجعي الرسوم البيانية (الإنجليزية)